# Перрин, Эбнер
Эбнер Монро Перрин (англ. Abner Monroe Perrin; 2 февраля 1827, округ Эджфилд, Южная Каролина — 12 мая 1864, Виргиния) — американский генерал, служивший в Северовирджинской армии во время гражданской войны. Был убит в сражении при Спотсильвейни.

## Ранние годы
Перрин родился в округе Эджфилд (штат Южная Каролина). Он принимал участие в Мексиканской войне в звании лейтенанта. Вернувшись домой, он начал изучать право и был допущен к юридической практике в 1854 году.

## Гражданская война
Когда началась война, Перрин вступил в армию Конфедерации в звании капитана и был зачислен в 14-й Южнокаролинский пехотный полк, который входил в бригаду Макси Грегга, в составе знаменитой «Лёгкой дивизии» Эмброуза Хилла.
Вместе с бригадой Грегга Перрин видел много крупных сражений, включая Семидневную Битву, Второй Булл-Ран, Энтитем и Фредериксберг. После Грегга бригаду возглавил Сэмюэль Макгоуэн, который передал Перрину свой 14-й Южнокаролинский полк.
Весной 1863 Макгоуэн был ранен в сражении при Чанселорсвилле, и Перрин возглавил бригаду. Именно он командовал бригадой в Геттисбергской кампании и в сражении при Геттисберге, где она находилась в составе дивизии Уильяма Пендера (в III корпусе Хилла). Бригада имела следующий состав:
- 1-й Южнокаролинский (командир: майор Чарльз Макрери),
- 1-й Южнокаролинский стрелковый (командир: кап. Уильям Хадден),
- 12-й Южнокаролинский (командир: полк. Джон Миллер),
- 13-й Южнокаролинский (командир: подполковник Бежамен Брокман),
- 14-й Южнокаролинский (командир: подполковник Джозеф Браун).

1 июля 1863 года, в 16:00 бригада участвовала в атаке Семинарского хребта, завершившейся взятием хребта.
10 сентября 1863 года Перрин был повышен до бригадного генерала. После выздоровления Макгоуэна ему было поручено командование алабамской бригадой, которой до того командовал Кадмус Уилкокс (повышенный до командира дивизии после гибели Пендера). Бригада находилась в составе дивизии Ричарда Андерсона и состояла из пяти полков: 8-го, 9-го, 10-го, 11-го и 14-го алабамских.
Перин отличился личной храбростью в сражении в Глуши в мае 1864 года. Чуть позже, перед сражением при Спотсильвейни, он сказал: «Я выйду из этого сражения или живым генерал-майором, или мёртвым бригадиром». 12 мая 1864 года в битве за «Подкову мула» почти вся дивизия Эдварда Джонсона была разбита и захвачена в плен, и несколько бригад, включая бригаду Перрина, были брошены на помощь. Перрин повёл бригаду в бой верхом, с саблей в руке и был сражён семью пулями. Он умер почти сразу.
Его похоронили на кладбище Конфедерации во Фредериксберге.